# Goniada peruana
Goniada peruana är en ringmaskart som beskrevs av Hartmann-Schröder 1962. Goniada peruana ingår i släktet Goniada och familjen Goniadidae. Inga underarter finns listade i Catalogue of Life.